# 李明睿
李明睿（1585年—1671年），字太虛，江西南昌人。明末清初官员。

## 生平
生於萬曆十三年（1585年），天啓元年辛酉科舉人，二年（1622年）成進士，六月考选庶吉士，四年正月授翰林院检讨，七年五月与给事中李鲁生典试湖广。崇祯元年升侍讲，二年升左中允，纂修实录，充经筵日讲官，四年顺天同考，八年被弹劾闲住归乡，罢闲六七年。十六年由李邦華、呂大器推薦，起任左中允，十七年升右庶子，掌右春坊印。當時李自成已兵臨北京，形勢危急，明廷再起南遷之議。崇禎十七年（1644年）正月初三，李明睿勸崇禎放棄北京，儘快南遷，皇帝告訴他：“汝意與朕合，但外邊諸臣不從，奈何？”李明睿說：“天命微密，當內斷聖心，勿致噬臍之憂。”並請崇禎勿猶豫，儘快決斷。崇禎帝一直有意遷都，三月初四日，崇禎對眾臣說：“李明睿有疏勸朕南遷。國君死於社稷，朕將何往？又勸朕教太子先往南京，諸卿以為如何？”陳演反對南遷，並示意兵科給事中光時亨，嚴厲譴責李明睿，揚言：“不殺李明睿，不足以安定民心。”其事遂不了了之。
明亡後，顺治初年，召为礼部左侍郎，未幾以事被革职去官。晚年多蓄養家妓。康熙十年（1671年），去世。年八十七。

## 著作
著有《四部藳》。